# Wereldkampioenschap voetbal 2018 (Groep H) Polen - Senegal
Dit artikel gaat over de wedstrijd in de groepsfase in groep H tussen Polen en Senegal die gespeeld werd op dinsdag 19 juni 2018 tijdens het wereldkampioenschap voetbal 2018. Het duel was de zestiende wedstrijd van het toernooi.

## Voorafgaand aan de wedstrijd
- Polen stond bij aanvang van het toernooi op de achtste plaats van de FIFA-wereldranglijst.[1]
- Senegal stond bij aanvang van het toernooi op de zevenentwintigste plaats van de FIFA-wereldranglijst.[2]
- De confrontatie tussen de nationale elftallen van Polen en Senegal vond nog nooit eerder plaats.[3]
- Het duel vond plaats in de Otkrytieje Arena in Moskou. Dit stadion werd in 2014 geopend en heeft een capaciteit van 45.360.

## Wedstrijdgegevens[4]
| Datum                | 19 juni 2018                                                                                              | 19 juni 2018                                                                                              |
| Wedstrijdnummer      | 16 | 16 |
| Stadion              | Otkrytieje Arena, Moskou                                                                                  | Otkrytieje Arena, Moskou                                                                                  |
| Toeschouwers         | 44.190 | 44.190 |
| Scheidsrechter       | Nawaf Shukralla                                                                                           | Nawaf Shukralla                                                                                           |
| Assistenten          | Yaser Tulefat Taleb Al-Marri                                                                              | Yaser Tulefat Taleb Al-Marri                                                                              |
| Vierde official      | Abdulrahman Al-Jassim                                                                                     | Abdulrahman Al-Jassim                                                                                     |
| Videoscheidsrechters | Artur Soares Dias Hernan Maidana (assistent) Tiago Martins (assistent) Wilton Pereira Sampaio (assistent) | Artur Soares Dias Hernan Maidana (assistent) Tiago Martins (assistent) Wilton Pereira Sampaio (assistent) |
| Man van de wedstrijd | M'Baye Niang                                                                                              | M'Baye Niang                                                                                              |
|                      | Polen | Senegal                                                                                                   |
| Doelpunten           | 1 | 2 |
| Gele kaarten         | 1 | 2 |
| Rode kaarten         | 0 | 0 |
| Wissels              | 3 | 3 |
| Schoten op doel      | 4 | 2 |
| Schoten naast doel   | 6 | 4 |
| Overtredingen        | 8 | 15 |
| Hoekschoppen         | 3 | 3 |
| Buitenspel           | 3 | 2 |
| Balbezit (%)         | 61 | 39 |

| Polen | 1 – 2           | Senegal |
| (Kamil Grosicki) Grzegorz Krychowiak 86' | goals (assists) | 37' (e.d.) Thiago Cionek 60' M'Baye Niang |
| Adam Nawałka | bondscoach      | Aliou Cissé |
| Wojciech Szczęsny Łukasz Piszczek 83' Thiago Cionek Michał Pazdan Maciej Rybus Grzegorz Krychowiak Arkadiusz Milik 73' Piotr Zieliński Jakub Błaszczykowski 46' Robert Lewandowski Kamil Grosicki | opstellingen    | Khadim N'Diaye Moussa Wagué Salif Sané Kalidou Koulibaly Youssouf Sabaly Ismaïla Sarr 87' Alfred N'Diaye Idrissa Gueye Sadio Mané 62' Mame Biram Diouf 75' M'Baye Niang |
| Jan Bednarek 46' Dawid Kownacki 73' Bartosz Bereszyński 83' | wissels         | 62' Cheikh N'Doye 75' Moussa Konaté 87' Cheikhou Kouyaté |
| Grzegorz Krychowiak 12' | gele kaarten    | 49' Salif Sané 72' Idrissa Gueye |
| | rode kaarten    | |